# Pharaphodius taufikijanus
Pharaphodius taufikijanus är en skalbaggsart som beskrevs av Vladimir Balthasar 1971. Pharaphodius taufikijanus ingår i släktet Pharaphodius och familjen Aphodiidae. Inga underarter finns listade i Catalogue of Life.